# Кот Олена Василівна
Олена Василівна Кот — українська журналістка і телеведуча.

## Біографія
Народилась 12 березня 1981 року в Донецьку. У 1998 році закінчила тамтешню середню школу № 107.
У 2003 році закінчила Донецький національний університет, філологічний факультет, спеціальність «Українська мова та література».
Кар'єру в медіа-галузі розпочала у 2003 році. З 2003 по 2004 рік працювала журналісткою та ведучою «Регіональної служби новин» Донецької обласної державної телерадіокомпанії.
З 2004 по 2006 рік працювала ведучою програм «Новини», «Спорт за тиждень», «Азбука здоров'я» на телеканалі «КРТ».
У 2006 році приєдналася до команди телеканалу «Україна» як кореспондентка, редакторка та ведуча інформаційної програми «События».
У 2008 році пройшла навчання в міжнародному коледжі MLS у Великобританському Борнмуті.
У 2010 році закінчила економічний факультет Донецького національного університету за спеціальністю «Міжнародна економіка».
У 2020 році дві собаки бійцівської породи, що належали Олені, напали на двох жінок у селі «Крюковщина» у ЖК «Європейське місто». Власницю оштрафували, а тварин конфіскували.

## Захоплення
- настільний теніс
- фітнес[4]
- подорожі
- У 2013 році стала обличчям колекції будинку Hayk Avanesyan.[5]